# Mariska Veres
Mariska Veres (La Haya, 1 de octubre de 1947-2 de diciembre de 2006) fue una cantante gitana neerlandesa reconocida en principio por ser la cantante principal del grupo de rock Shocking Blue, en su segunda formación.

## Biografía
Veres nació en La Haya el 1 de octubre de 1947. Su padre Lajos Veres era un violinista gitano, originario de Hungría, y su madre había nacido en Alemania de un matrimonio francés y ruso. 
Veres comenzó su carrera como  cantante en 1963, con el grupo de guitarras Les Mysteres, y más tarde cantó con los Bumble Bees en 1965, los Blue Fighters, Danny and his Favourites y General Four en 1966, y también con los Motowns, donde tocaba el órgano. En 1968 la invitaron a unirse a Shocking Blue para sustituir al cantante principal Fred de Wilde, quien tuvo que dejarlos para alistarse en el ejército. Se atavió y maquilló entonces muy espectacularmente, con una gran y muy larga peluca morena. En 1969 Shocking Blue ganó fama mundial con el sencillo «Venus».
Shocking Blue se disolvió el 1 de junio de 1974 y Veres continuó su carrera en solitario hasta que el grupo volvió a reunirse en 1984. Este regreso fue un éxito, pero uno de los componentes originales, Robbie van Leeuwen, decidió dejar la banda, en parte porque se había trasladado a Luxemburgo, pero también por el éxito de su canción Venus.
Veres formó el grupo de jazz The Shocking Jazz Quintet en 1993, en el que intervino como cantante principal. De 1993 a 2006  tocó en otra reagrupación de Shocking Blue y también grabó un álbum con el cantante Andrei Şerban en 2003. 
Veres no se casó nunca ni tuvo hijos, aunque sostuvo una relación de veinte años con el guitarrista holandés André van Geldorp. Amaba los gatos y no fumaba, bebía ni se drogaba. Al unirse al grupo Shocking Blue, dejó claro a los otros integrantes que no confraternizaría con ellos. Evocando en una entrevista al magazine belga Flair sus primeros momentos de gloria, declaró: 

No era más que una muñeca maquillada; estaba fuera del alcance de cualquiera; hoy ya estoy más abierta a la gente

Falleció de cáncer el 2 de diciembre de 2006 en La Haya, a la edad de 59 años.

## Discografía

### Álbumes
- 1993 Shocking You (Red Bullet) An Album by Mariska Veres Shocking Jazz Quintet
- 2003 Gipsy Heart (Red Bullet) An Album by Mariska Veres & Ensemble Andrei Serban

### Sencillos
Como solista
- 1975 "Take Me High/I Am Loving You" (Pink Elephant, Polydor, Decca)
- 1976 "Tell It Like It Is/Wait Till' I Get Back To You" (Pink Elephant, Polydor)
- 1976 "Loving you/You Showed Me How" (Pink Elephant)
- 1977 "Little By Little/Help The Country" (Pink Elephant)
- 1978 "Too Young/You Don't Have To Know" (Seramble)
- 1978 "Bye Bye To Romance/It's A Long Hard Road" (CNR)
- 1980 "Looking out for number one/So Sad Without You" (CNR)
- 1982 "Wake Up City/In The Name Of Love" (EMI Records)